# Antonio och David
Antonio och David (Georgiska:ანტონიო და დავითი) är en roman av Jemal Karchkhadze från 1987. Boken utspelar sig i 1600-talets Georgien. Berättarjaget är en italiensk handelsman som minns en resa till Georgien i sin ungdom. Huvudpersonerna är Antonio, en italiensk före detta präst, och David, en georgisk rövarhövding som sätter skräck i en by. Konflikten mellan Antonio och David antar religiösa och filosofiska övertoner. 